# ZF Friedrichshafen
ZF Friedrichshafen AG is een wereldwijde leverancier van aandrijf- en chassistechnologie.

## Activiteiten
De letters ZF staan voor Zahnradfabrik Friedrichshafen. Het bedrijf werd opgericht in 1915 onder de naam Zahnradfabrik GmbH voor de productie van tandwielen en tandwielkasten. Zeppelin GmbH zocht betere tandwielkasten voor de luchtschepen en besloot de productie hiervan zelf in de hand te nemen. Zakenpartner was Max Maag, een Zwitserse ingenieur die een nieuwe techniek had ontwikkeld, van de Max Maag Zahnräderfabrik. De combinatie leidde tot een succesvolle productie van versnellingsbakken voor vliegtuigen, machines en vrachtwagens.
ZF produceert onder meer onderdelen voor de auto-industrie, logistiek en andere industriële vervoermiddelen. Het bedrijf heeft 271 productielocaties verdeeld over 42 landen met het hoofdkwartier in Friedrichshafen. In 2020 had het ruim 153.000 (2013: 70.000) werknemers in dienst. ZF is vooral bekend door de ontwikkeling van allerlei soorten versnellingsbakken.
In 2020 behaalde de onderneming een omzet van bijna €33 miljard. De belangrijkste bedrijfsonderdelen zijn actief met de productie aan aandrijflijnen en chassis voor personenwagens. Deze twee divisies zijn verantwoordelijk voor twee derde van de totale verkopen. ZF levert ook veel onderdelen voor vrachtwagens en autobussen. Duitsland is de belangrijkste afzetmarkt gevolgd door Europa, Noord-Amerika en het Verre Oosten.
Veel autobussen zijn uitgerust met een automatische transmissie van ZF. Voorbeelden in Nederland zijn de standaard streekbus en Den Oudsten Alliance. Ook de MAN Lion's City is veelal voorzien van een ZF-bak. Maar ook versnellingsbakken in auto's en andere voertuigen en cardanassen bij veel voertuigen zijn van ZF.

### Overname TRW
ZF heeft in september 2014 een bod gedaan ter waarde van US$ 13,5 miljard op de Amerikaanse branchegenoot TRW Automotive Holdings Corp. TRW levert aan dezelfde bedrijven als ZF, maar is meer actief op het gebied van de elektronica. Met de overname verdubbelde de omzet van ZF naar € 30 miljard en het personeelsbestand breidde uit naar 138.000 medewerkers. De transactie werd in 2015 afgerond.

## Aandeelhouders
ZF is niet beursgenoteerd. Twee stichtingen zijn de aandeelhouders, de Zeppelin-Stiftung met 93,8% van de aandelen en de Dr.-Jürgen-und-Irmgard-Ulderup-Stiftung met de laatste 6,2% in handen.